# Kultur- og videnskabspaladset
Kultur- og videnskabspaladset (polsk Pałac Kultury i Nauki) er Polens højeste bygning og den syvende højeste bygning i Den europæiske union. Bygningen ligger i centrum af Warszawa og er et af byens bedst kendte landemærker.
Bygningen blev tegnet af den sovjetiske arkitekt Lev Rudnev, og den er inspireret af bygninger i Chicago og Moskva. Arkitektonisk er bygningen en blanding af art deco og socialrealisme.
I bygningen er der et udstillingscenter, kontorkompleks, biografer, teater, og flere uddannelsesinstitutioner, blandt andet Collegium Civitas, endelig er der en række videnskabelige institutioner. Bygningen bruges ofte til messer og udstillinger, blandt andet en årligt tilbagevendende international bogmesse der har været afholdt siden 1958. I bygningen findes også en stor kongressal med plads til 3000 personer,
På bygningens 30 etage i 114 meters højde ligger den populære turistattraktion, udsigtsterrassen. Herfra er der en udsigt ud over Warszawa i alle retninger. Hele bygningen er, inklusive det 49 meter høje spir, i alt 237 meter høj. Der er 42 etager med et samlet areal på 123.000 m² og i alt er der ikke mindre end 3288 rum i bygningen.
52°13′54″N 21°00′23″Ø / 52.231666666667°N 21.006388888889°Ø